# Issam Erraki
Issam Erraki (en árabe: عصام الراقي‎, nacido el 5 de enero de 1981 en Rabat, Rabat-Salé-Zemur-Zaer) es un futbolista marroquí. Juega de centrocampista y su equipo actual es el Raja Casablanca de la Liga de Fútbol de Marruecos. 

## Trayectoria

### Clubes
| Club                  | País                   | Año             |
| --------------------- | ---------------------- | --------------- |
| Stade Marocain        | Marruecos              | 2001 - 2005     |
| Union de Touarga      | Marruecos              | 2005 - 2006     |
| FAR Rabat             | Marruecos              | 2006            |
| Al-Khaleej (préstamo) | Emiratos Árabes Unidos | 2007            |
| FAR Rabat             | Marruecos              | 2007 - 2010     |
| Al-Wahda              | Arabia Saudita         | 2010 - 2011     |
| Al-Raed               | Arabia Saudita         | 2011 - 2013     |
| Raja Casablanca       | Marruecos              | 2013 - 2014     |
| Emirates Club         | Emiratos Árabes Unidos | 2014 - 2015     |
| Raja Casablanca       | Marruecos              | 2016 - Presente |

### Selección nacional
| Selección | País      | Año             |
| --------- | --------- | --------------- |
| Absoluta  | Marruecos | 2008 - Presente |

## Palmarés

### Títulos nacionales
| Título                      | Club            | País      | Año  |
| --------------------------- | --------------- | --------- | ---- |
| Copa del Trono              | FAR Rabat       | Marruecos | 2007 |
| Liga de Fútbol de Marruecos | FAR Rabat       | Marruecos | 2008 |
| Copa del Trono              | FAR Rabat       | Marruecos | 2008 |
| Copa del Trono              | FAR Rabat       | Marruecos | 2009 |
| Copa del Trono              | Raja Casablanca | Marruecos | 2017 |